# 32113 Mikeowen
32113 Mikeowen este o planetă minoră (asteroid), cu un diametru de 5,766 km, din centura de asteroizi. A fost descoperită pe 28 mai 2000 la Stația Anderson Mesa de Lowell Observatory Near-Earth-Object Search. 
Obiectul prezintă o orbită caracterizată de o semiaxă mare de 3,0203277 UAi, o excentricitate de 0,1, o înclinație de 9,33376 ° în raport cu ecliptica.